# 丹尼爾·鍾
丹尼爾·鍾（英語：Daniel Chong，1978年11月19日—）是美國動畫師、編劇、導演和製作人。他最為人熟知的作品是在卡通頻道播出的動畫系列《熊熊遇見你》。他也同時為延伸的電影作品《熊熊遇見你電影超棒DER》擔綱導演、編劇和執行製作人。
丹尼爾·鍾也擔任了《雷霆戰狗》、《Cars 2：世界大賽》、《羅雷司》、《火雞反擊戰》、《腦筋急轉彎》的分鏡師。

## 早年生活
丹尼爾·鍾出生於美國北達科他州法哥。他是新加坡華裔移民，曾就讀於加州藝術學院。目前居住在加州洛杉磯。

## 事業
丹尼爾·鍾的職業生涯始於為許多動畫巨頭擔任分鏡師，包括藍天工作室、華特迪士尼動畫工作室、照明娛樂、皮克斯動畫工作室。他曾擔任《雷霆戰狗》、《Cars 2：世界大賽》、《羅雷司》、《火雞反擊戰》、《腦筋急轉彎》的分鏡師。
在皮克斯工作期間，丹尼爾·鍾曾參與電視特輯《玩具總動員之驚魂夜》及《玩具總動員：迷失時空》的製作，而他也因為前者獲得了安妮獎
丹尼爾·鍾自2014年起，便一直為《熊熊遇見你》持續創作。《熊熊遇見你》的起源是來自他於2010年創作的網路漫畫《三隻裸熊》。該網漫在連載將近一年後結束，但他持續保有相關想法。丹尼爾·鍾參考了《歡樂單身派對》、《大城小妞》、《花生漫畫》、阿德曼動畫及魏斯·安德森，以作為《熊熊遇見你》的風格和基調靈感。丹尼爾·鍾於2020年6月推出由其擔綱導演、編劇和執行製作人的的電影作品《熊熊遇見你電影超棒DER》，並以此作為整部作品系列的完結。
2020年12月，丹尼爾·鍾在Twitter透露他已返回皮克斯，並在皮克斯開展一個計畫項目。

## 影視作品

### 電影
| 年份   | 作品                      | 是否擔任分鏡師 | 備註                         |
| ------ | ------------------------- | -------------- | ---------------------------- |
| 2008年 | 《雷霆戰狗》              | 是             |                              |
| 2011年 | 《Cars 2：世界大賽》      | 是             |                              |
| 2012年 | 《羅雷司》                | 是             |                              |
| 2013年 | 《火雞反擊戰》            | 是             |                              |
| 2013年 | 《神偷奶爸2》             | 尚未證實       |                              |
| 2015年 | 《小小兵》                | 尚未證實       |                              |
| 2015年 | 《腦筋急轉彎》            | 是             |                              |
| 2020年 | 《熊熊遇見你電影超棒DER》 | 是             | 同時為導演、編劇和執行製作人 |

### 電視
| 年份          | 作品                                 | 是否擔任分鏡師 | 是否擔任編劇 | 備註                           |
| ------------- | ------------------------------------ | -------------- | ------------ | ------------------------------ |
| 2010年–2011年 | 《拖線狂想曲》                       | 是             | 是           | 3集                            |
| 2013年        | 《玩具總動員之驚魂夜》               | 是             | 否           | 電視特輯                       |
| 2014年        | 《玩具總動員：迷失時空》             | 是             | 否           | 電視特輯                       |
| 2014年–2019年 | 《熊熊遇見你》                       | 是             | 是           | 同時為原作者和執行製作人 141集 |
| 2021年        | 《熊熊遇見你前傳》 （We Baby Bears） | 否             | 否           | 僅擔任執行製作人               |

## 獎項與提名
| 年份   | 獎項           | 類別                               | 作品                   | 結果 |
| ------ | -------------- | ---------------------------------- | ---------------------- | ---- |
| 2014年 | 安妮獎         | 最佳分鏡（電視、廣播及電子遊戲類） | 《玩具總動員之驚魂夜》 | 獲獎 |
| 2016年 | 英國兒童學院獎 | 最佳國際作品                       | 《熊熊遇見你》         | 獲獎 |
| 2018年 | 黃金時段艾美獎 | 最佳動畫短片                       | 《熊熊遇見你》         | 提名 |